# Nina Badrić
Nina Badrić, née le 4 juillet 1972 à Zagreb en Croatie, est une chanteuse croate.

## Biographie
Le 10 janvier 2012, elle est choisie par la chaîne HTR pour présenter la Croatie au Concours Eurovision de la chanson 2012 à Bakou avec la chanson Nebo (le ciel). Elle n'accèdera pas à la finale, terminant 12e de sa demi-finale.

## Discographie

### Albums studio
- Ljubav i bol – 1995 #3
- Godine Nestvarne – 1995 #2
- Personality – 1997 #1
- Unique – 1999 #1
- Nina – 2000 #1
- Collection – 2003 #2
- Ljubav – 2003 #1
- Ljubav za ljubav - Live – 2005 #2
- 07 - 2007 #1
- NeBo - 2011